# Mamas de Mussacavu
Mamas de Mussacavu sind Hügel im Westen der Südspitze der Insel São Tomé im Inselstaat São Tomé und Príncipe.
Die Hügel erreichen mit ihrer Doppelspitze eine Höhe von 273 m. Sie liegen südlich des Parque Natural Obô de São Tomé, von dem sie durch das Tal von Monte Rosa und den Rio Massacavu getrennt sind.